# St. Johannes der Täufer (Ensfeld)

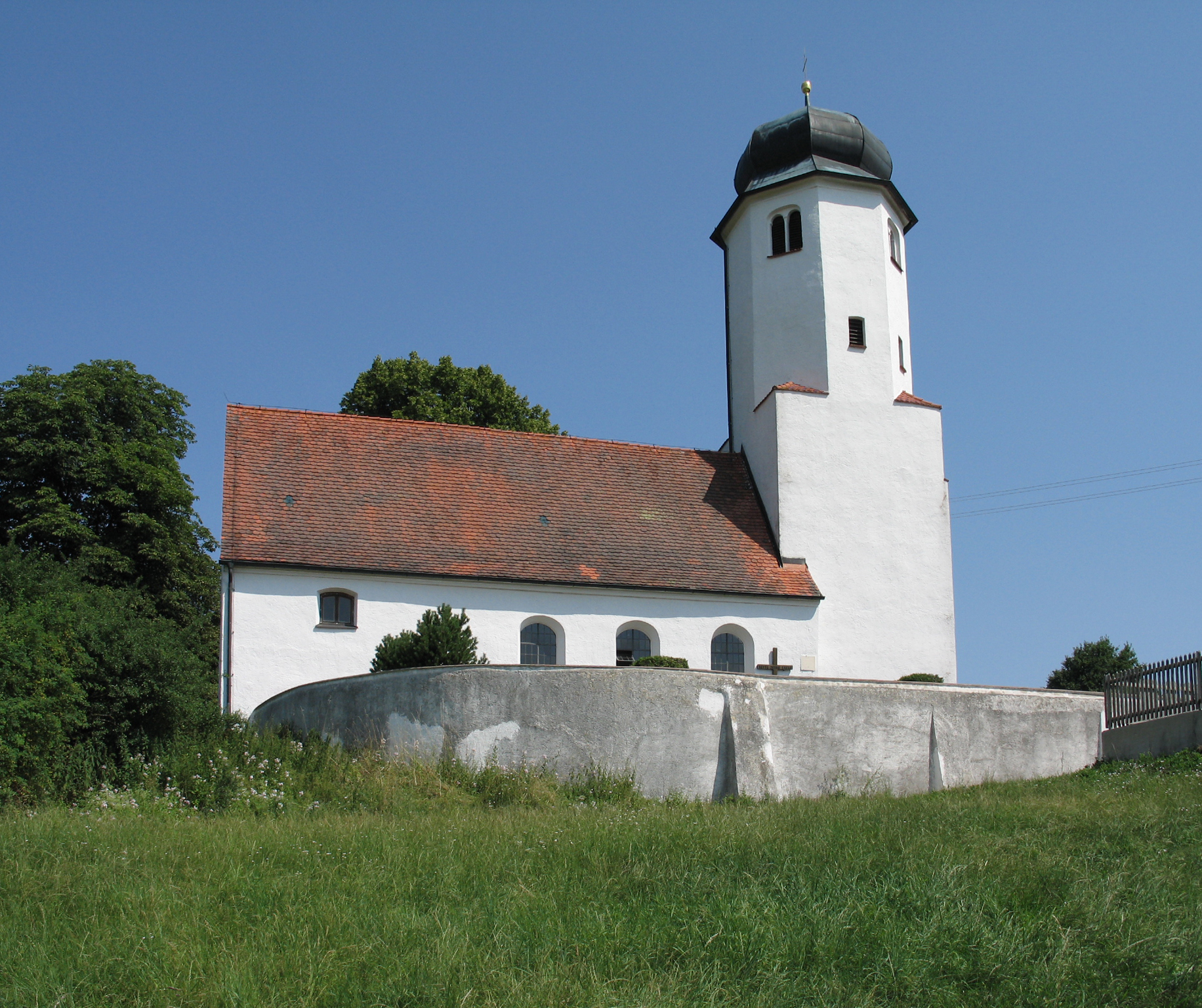
St. Johannes der Täufer in Ensfeld

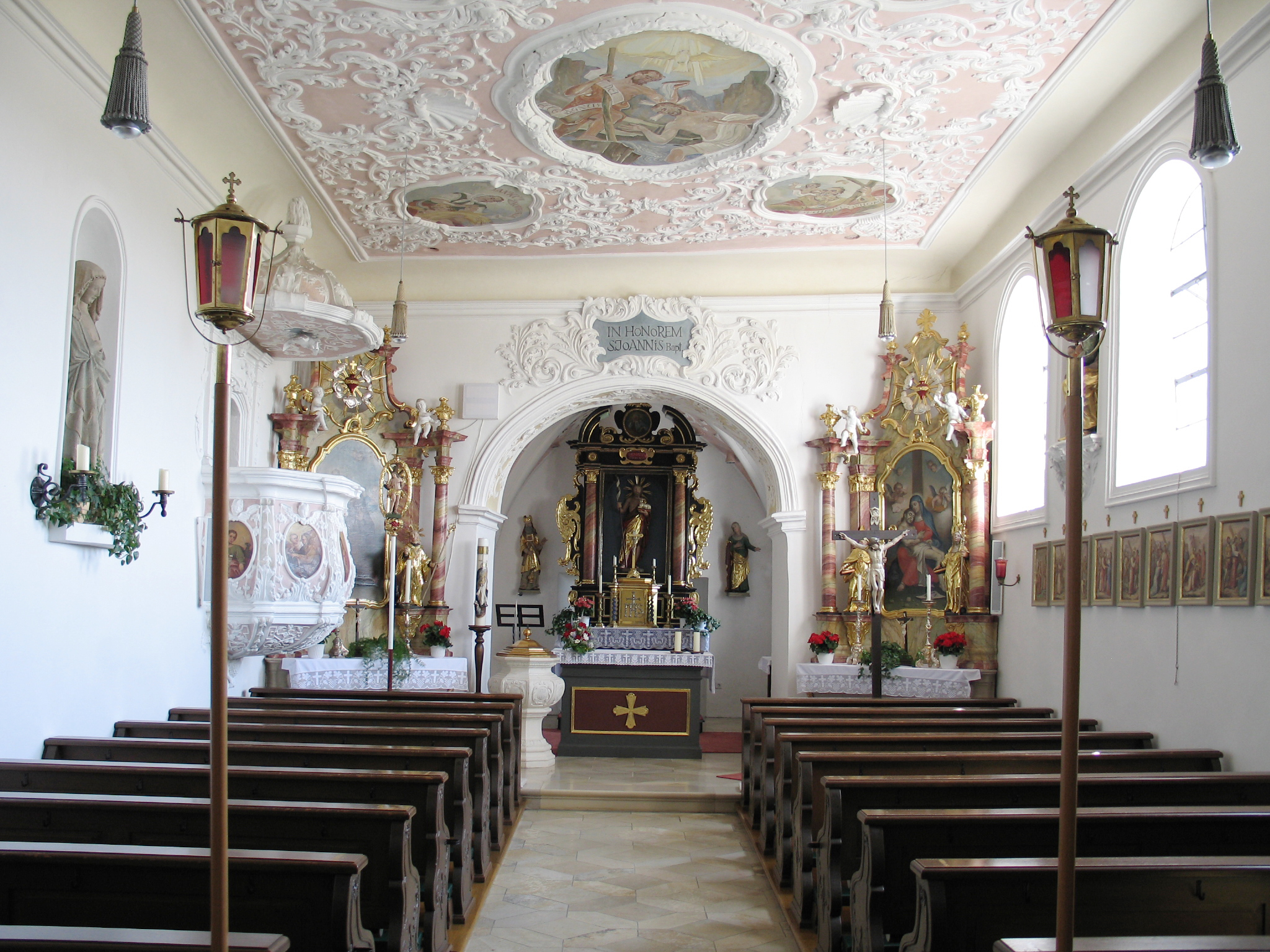
Innenraum

Die römisch-katholische Pfarrkirche St. Johannes der Täufer steht in Ensfeld, einem Gemeindeteil des Marktes Mörnsheim im oberbayerischen Landkreis Eichstätt. Das Bauwerk ist in der Liste der Baudenkmäler in Mörnsheim als Baudenkmal unter der Nr. D-1-76-148-22 eingetragen. Die Pfarrei gehört zum Pfarrverband Maria-End im Dekanat Eichstätt des Bistums Eichstätt. 

## Beschreibung
Die am Anfang des 14. Jahrhunderts gebaute gotische Saalkirche besteht aus einem Langhaus und einem Chorturm im Osten, der 1763 mit einem achteckigen Geschoss aufgestockt wurde. Hinter den als Biforien gestalteten Klangarkaden des mit einer Zwiebelhaube bedeckten Turms befindet sich der Glockenstuhl. 
Der Innenraum des Langhauses ist mit einer Flachdecke überspannt, der des Chors, d. h. das Erdgeschoss des Chorturms, mit einem Kreuzgratgewölbe. Der Hochaltar wurde in der ersten Hälfte des 17. Jahrhunderts aufgestellt, die von Franz Xaver Horneis gebaute Kanzel um 1723. An der Ostwand des Chors hinter dem Hochaltar befindet sich ein spätgotisches Sakramentshaus aus Solnhofener Plattenkalk. Die Seitenaltäre flankieren den Chorbogen.